# Azi (quotidiano rumeno)
Azi (Oggi) è un quotidiano romeno, fondato l'11 aprile 1990.